# Gudrun Mosler-Törnström

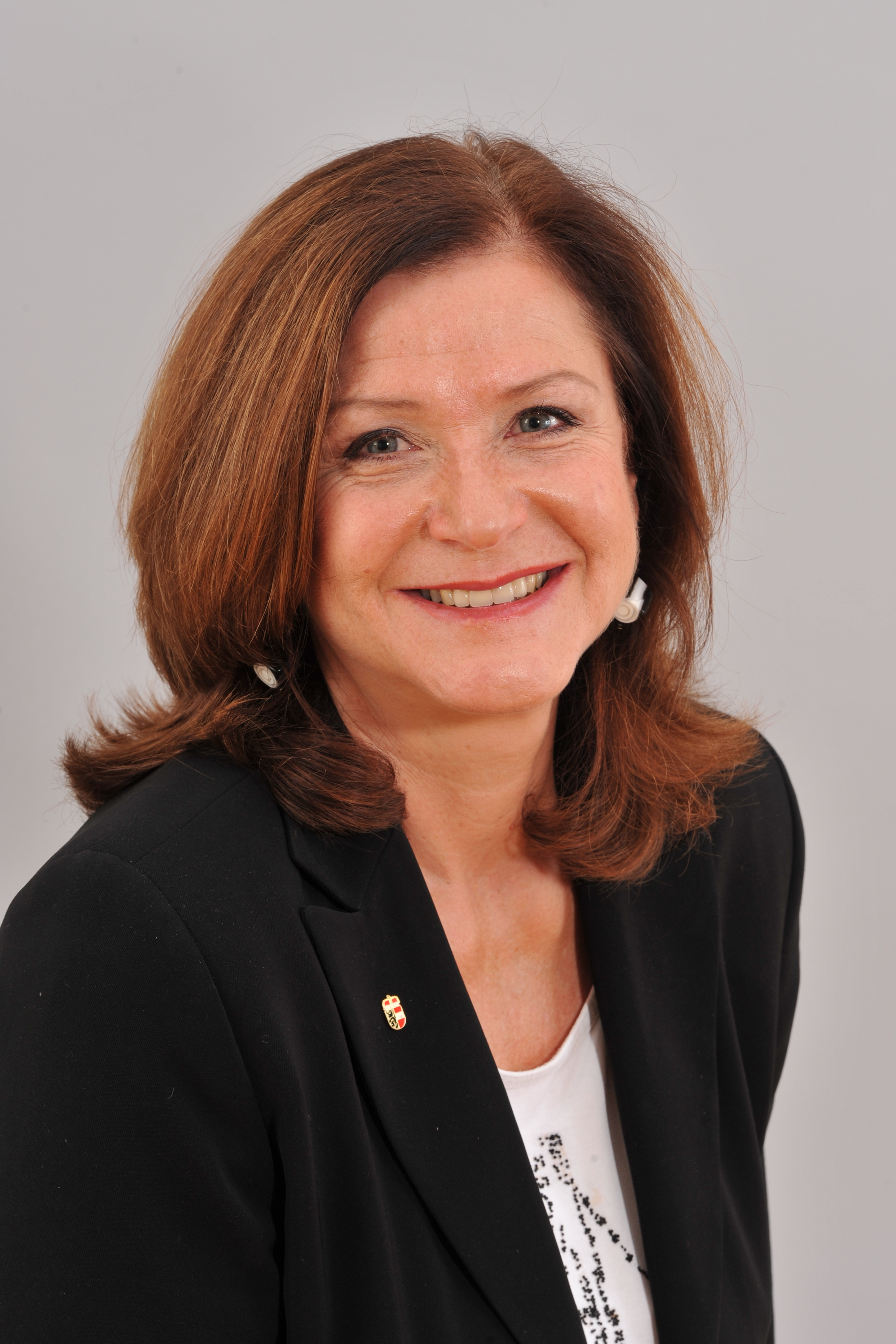
Gudrun Mosler-Törnström 2012

Gudrun Mosler-Törnström (* 13. Oktober 1955 in Hallein) ist eine österreichische Politikerin (SPÖ). Mosler-Törnström war von 1999 bis 2018 Abgeordnete zum Salzburger Landtag, davon ab 2008 Zweite Landtagspräsidentin.
Seit 19. Oktober 2016 Präsidentin vom Kongress der Gemeinden und Regionen des Europarates (die dritte Säule des Europarates, ist aber ein nur beratendes Organ von diesem).

## Ausbildung und Beruf
Mosler-Törnström besuchte von 1962 bis 1966 die Volksschule in Puch bei Hallein und im Anschluss die Mädchenhauptschule Hallein. Danach absolvierte sie bis 1973 die dreijährige Frauenfachschule für wirtschaftliche Frauenberufe Annahof (Salzburg) und machte von 1973 bis 1974 ihren Abschluss der Leeds High School in Alabama. Sie übernahm im Anschluss die Leitung der Incoming Abteilung beim Reisebüro Salzkraft Salzburg und ging zwischen 1974 und 1975 als Au-pair-Mädchen in Paris und in der Bretagne erneut ins Ausland. Sie absolvierte die Sprachenschule Rambouillet und hielt sich von 1976 bis 1983 in Schweden auf. Sie legte die schwedische Matura ab und war als Deutschlehrerin und Krankenpflegehelferin tätig. Ab 1980 war sie auch als Bildredakteurin beim „Aftonbladet“ beschäftigt und studierte ab 1983 Systemwissenschaften an der Universität Stockholm. 1986 schloss sie ihr Studium mit einem Bachelor of Science ab und arbeitete von 1986 bis 1988 als Systemanalytikerin bei Siemens Data in Stockholm. Danach übersiedelte sie wieder nach Österreich, war 1988 als Organisations-Programmiererin bei Mannesmann-Kienzle in Salzburg beschäftigt und arbeitete zwischen 1989 und 1993 beim Ergonomiezentrum in Salzburg, dessen Leitung sie übernahm. Zwischen 1994 und 1999 arbeitete Mosler-Törnström als selbstständige Ergonomieberaterin. Seit 2002 ist Mosler-Törnström auch Vorsitzende der Naturfreunde Salzburg.

## Politik
Mosler-Törnström war ab 1999 Abgeordnete zum Salzburger Landtag, wobei ihre politischen Schwerpunkte in den Bereichen Wirtschaft, Energie sowie Forschung und Entwicklung lagen. Von April 2004 bis Oktober 2006 war Mosler-Törnström Dritte Landtagspräsidentin, danach war sie Klubobfrau-Stellvertreterin. Am 17. Dezember 2008 wurde sie zur Ersten Landtagspräsidentin gewählt. Ab dem 22. April 2009 war sie Zweite Landtagspräsidentin. Nach der Landtagswahl in Salzburg 2018 schied sie aus dem Landtag aus.

## Privates
Mosler-Törnström ist verheiratet. Sie hat zwei Söhne aus einer früheren Beziehung sowie eine Tochter mit ihrem jetzigen Ehemann, Rudolf Mosler, Arbeits- und Sozialrechtler und Vizerektor der Universität Salzburg.